# Dieter Hecking
Dieter Hecking (ur. 12 września 1964 w Castrop-Rauxel) – niemiecki trener piłkarski, wcześniej piłkarz grający na pozycji pomocnika. Obecnie pełni funkcję trenera klubu VfL Bochum.

## Kariera piłkarska
Pierwsze treningi rozpoczął w amatorskim klubie Westfalia Soest. Później występował w Soester SV, Borussii Lippstadt oraz TuS Paderborn-Neuhaus, skąd w 1983 roku trafił do Borussii Mönchengladbach. W barwach tego zespołu 30 listopada 1984 roku zadebiutował w niemieckiej Bundeslidze. W spotkaniu z Fortuną Düsseldorf zmienił w 75. minucie Ewalda Lienena. Następnie od 1985 do 1990 roku grał w KSV Hessen Kassel. W latach 1990–1992 występował w SV Waldhof Mannheim, a od 1992 do 1994 roku w VfB Lipsk, dla którego w sezonie 1993/94 rozegrał 30 meczów w najwyższej klasie rozgrywkowej w Niemczech. Między 1994 a 2000 rokiem bronił jeszcze barw Paderbornu (ponownie), Hannoveru 96 oraz Eintrachtu Brunszwik. Wystąpił łącznie w 36 meczach Bundesligi i 184 spotkaniach 2. Bundesligi.

## Kariera trenerska
Dwa lata po zakończeniu profesjonalnej gry w piłkę nożną zajął się trenowaniem zawodników. Zaczął od SC Verl, a później przejął stery w VfB Lübeck, z którym wywalczył awans do drugiej ligi a w sezonie 2003/04 doszedł do półfinału Pucharu Niemiec. Następnie prowadził Alemannię Akwizgran - w jego drugim sezonie spędzonym w tym klubie (2005/06) Kartoffelkäfer awansowali do Bundesligi. Od tej pory Hecking trenował już wyłącznie zespoły pierwszoligowe - w latach 2006–2009 wspomniany wyżej Hannover (najlepszym osiągnięciem 8. miejsce w końcowej tabeli sezonu 2007/08, w latach 2009–2012 - 1. FC Nürnberg (6. miejsce w sezonie 2010/11), a od 2012 roku - VfL Wolfsburg. W sezonie 2013/14 prowadzone przez niego Wilki zajęły 5. miejsce w Bundeslidze i zapewniły sobie grę w Lidze Europy.